# 西谷地晴美
西谷地 晴美（にしやち せいび、1959年 - ）は、日本の歴史学者、奈良女子大学教授。

## 来歴
福島県生まれ。1981年埼玉大学教養学部卒業。1984年神戸大学大学院文学研究科修士課程修了。89年神戸大学大学院文化学研究科博士課程単位取得退学、神戸大学文学部助手（‐91年）。1994年「中世前期土地所有の研究」で文学博士、神戸大学文学部留学生担当講師、1997年奈良女子大学文学部助教授、2012年同人文科学系教授。

## 著書
- 『日本中世の気候変動と土地所有』校倉書房 歴史科学叢書 2012
- 『古代・中世の時空と依存』塙書房 2013

## 参考
- [ISBN　978-4-8273-1261-4]